# Myiolepta luteola
Myiolepta luteola là một loài ruồi trong họ Ruồi giả ong (Syrphidae). Loài này được Gmelin mô tả khoa học đầu tiên năm 1788. Myiolepta luteola phân bố ở vùng Cổ Bắc giới